# Thumki
Thumki est un comité de développement villageois du Népal situé dans le district de Kaski. Au recensement de 2011, il comptait 3 328 habitants.